# Ophiusa hituense
Ophiusa hituense là một loài bướm đêm thuộc họ Erebidae. Chúng là loài đặc hữu của Úc và được tìm thấy ở Queensland.
Sải cánh dài 50–60 mm.

## Hình ảnh

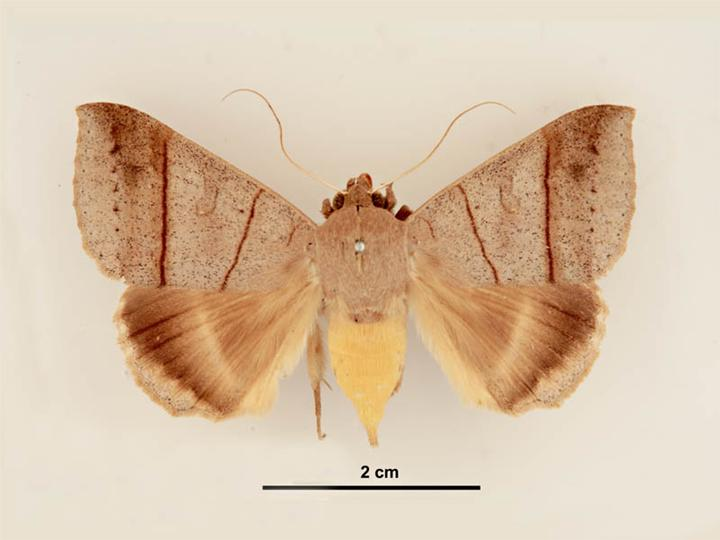
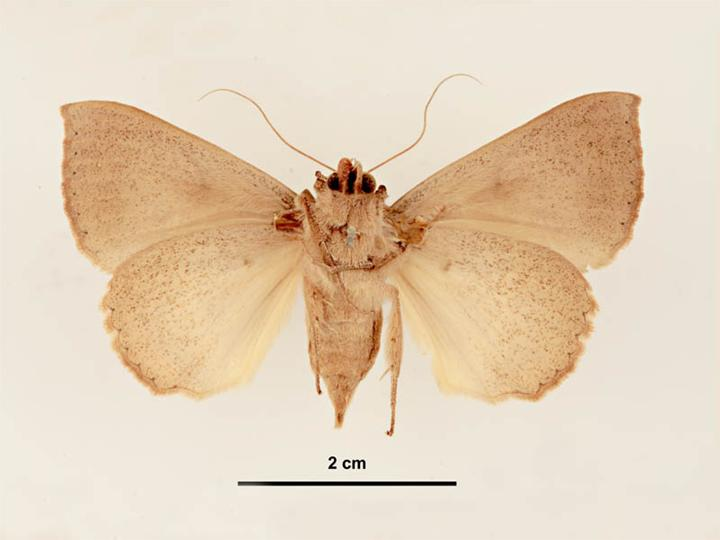
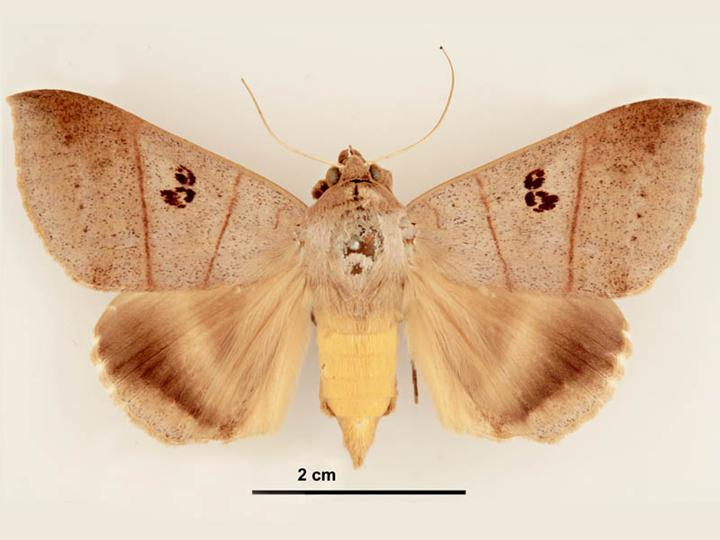
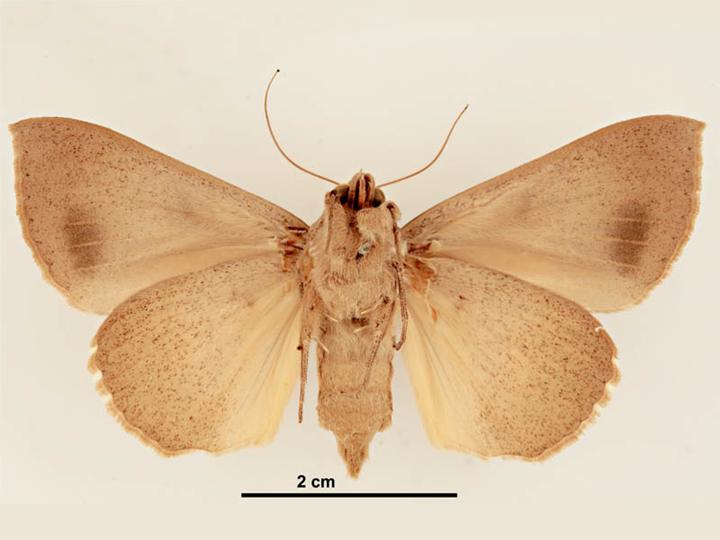